# Oakman (Alabama)
Pour les articles homonymes, voir Oakman.
Oakman est une municipalité américaine située dans le comté de Walker en Alabama.
Selon le recensement de 2010, sa population est de 789 habitants. La municipalité s'étend sur 3,09 milles carrés (8 km2).
D'abord appelée Day's Gap et York, la localité est renommée en l'honneur de W. G. Oakman, directeur d'une aciérie locale, lors de l'ouverture de son bureau de poste. Oakman devient une municipalité en 1895.

## Démographie
| 1890 | 1900 | 1910  | 1920  | 1930 | 1940 | 1950  | 1960 |
| ---- | ---- | ----- | ----- | ---- | ---- | ----- | ---- |
| 421  | 503  | 1 065 | 1 083 | 927  | 897  | 1 022 | 849  |

| 1970 | 1980 | 1990 | 2000 | 2010 | - | - | - |
| ---- | ---- | ---- | ---- | ---- | - | - | - |
| 853  | 770  | 846  | 944  | 789  | - | - | - |